# Ecnomus latus
Ecnomus latus är en nattsländeart som beskrevs av Li och Morse 1997. Ecnomus latus ingår i släktet Ecnomus och familjen trattnattsländor. Inga underarter finns listade i Catalogue of Life.